# Moisés Mosquera
Moisés Castillo Mosquera (ur. 24 maja 2001 w Medellín) – kolumbijski piłkarz występujący na pozycji środkowego obrońcy, od 2023 roku zawodnik meksykańskiego Juárez.